# Johnny Harris (filmregisseur)
John Stanley Livingstone Harris (Edinburgh, 11 september 1932 - Palm Springs, 21 maart 2020), was een Schotse componist, producer en regisseur van musicals. Hij werd geboren in Edinburgh, Schotland en studeerde af aan de Guildhall School of Music in Londen.

## Werk
Hij arrangeerde en produceerde een groot deel van Shirley Bassey's albums; Something, Something Else, I Capricorn, And I Love You So, Never Never Never en All By Myself.
In 1980 maakte hij Odyssey, een nummer dat oorspronkelijk werd gebruikt in de soundtrack van de televisieserie Buck Rogers in the 25th Century. Maar verrassend genoeg werd dit nummer een underground hit. Later gebruikte Rockstar Games dit lied in de video game GTA: San Andreas. Hierdoor kreeg Odyssey weer enige bekendheid. Hierna heeft Blue Note Records de rechten van het nummer overgekocht van TK Records, en gebruikte het in het verzamelalbum High Voltage - Blue Note Plugs Into The Electric Funktion.
- Biblioteca Nacional de España: XX874426
- Bibliothèque nationale de France: cb140365156 (data)
- Gemeinsame Normdatei: 135070007
- International Standard Name Identifier: 0000 0001 1585 6432
- Library of Congress Control Number: no2001025694
- MusicBrainz: 38ca945b-0034-4404-b659-4795b33dc937
- Système universitaire de documentation: 15628202X
- Virtual International Authority File: 2113051
- WorldCat: E39PBJm9f7V8jvvjTpQvyjTPwC